# Kindermanstik
Een kindermanstik is een suikerbol of een boterham met suiker waarop de buurtkinderen vroeger werden getrakteerd bij een kraambezoek.
Al vrij snel na de geboorte van het kind stroomde het kraambezoek de woning binnen. De buurtkinderen werden getrakteerd op lekkernijen die het kindje zogenaamd voor hen had meegebracht, het zogenaamde kindermanstik. Ze kregen een suikerbol of een boterham met suiker. Deze lekkernij werd door de ouders gebruikt om de kinderen gunstig te stemmen over de geboorte van het nieuwe broertje of zusje. Volgens Johannes le Francq van Berkhey vertelde men al in 1773:
Broertje (of zusje) heeft suiker in de Luyeren geleid,
broertje is zoet, hy heeft beentjes en armpjes, geeft
broertje een zoentje, hy zal U suiker geeven.
De kindermanstik was de voorloper van beschuit met muisjes.